# Neottia bambusetorum
Neottia bambusetorum là một loài thực vật có hoa trong họ Lan. Loài này được (Hand.-Mazz.) Szlach. mô tả khoa học đầu tiên năm 1995.